# Римска република
Вижте пояснителната страница за други значения на Римска република.
Римската република (на латински: Res Pvblica Romana) е период в развитието на Древен Рим, характеризиращ се с републиканска форма на управление. Републиканският период започва с падането на монархията през 509 пр.н.е. и продължава до установяването, след серия от граждански войни, на Римската империя през 27 г. пр.н.е.

## История

### Основаване
След основаването си Рим е управляван последователно от седем царе. Те са избирани от членовете на сената и управляват до смъртта си. Последният римски монарх е Тарквиний Горди и според традициите е изгонен от Рим и изпратен в изгнание през 509 пр.н.е. Повечето съвременни историци описват тези събития като квази-митологичното описание на бунт в семейството на Тарквиний, а не въстание сред населението.
След това сенатът се съгласява да отмени монархията. Повечето от правомощията на монарха са прехвърлени на двамата консули, избирани всяка година. Всеки един от консулите има правото да наложи вето над решението на другия. В случаи на злоупотреба с власт, консулите носят съдебна отговорност и могат да бъдат съдени след края на мандата си.

### Териториално разширение
Според традиционната историография, Тарквиний прави няколко опита да си върне трона, но всички завършват с провал.
Първите републикански войни са такива на териториално разширение, но и на защита. Те целят да защитят Рим от съседните градове и нации и да установят римско присъствие в региона. Първоначално, съседните на Рим градове са или латински градове и села или сабински племена. Рим постепенно побеждава и градовете под контрола на етруските и тези, обявили независимост. В края на този първоначален период на военна експанзия, Рим подсигурява позицията си и неутрализира заплахата от близките апенински племена.

### Келтско нападение на Италия
До 390 пр.н.е няколко галски племена нападат Италия от север. Римляните осъзнават заплахата, когато галското племе, Сенони напада два етруски града в бизост до римската сфера на влияние. Римляните и галите се срещат в битката при река Алия. Галите, водени от Брен побеждават петнайсет-хилядната римска армия и преследват оцелелите до Рим. Градът е превзет а галите напускат или след ответен удар или след като им е платено.

### Римска експанзия в Италия (387 – 272 пр.н.е)
Между 343 и 341 пр.н.е Рим печели две битки срещу съседните самнитски племена, но не успява да консолидира завоеванията си, заради избухналата война с бивши латински съюзници.
В Латинските войни, Рим побеждава латинската коалиция в битките при Везувий и Трифанум. Латинците се предават и минават под римско владение.
Втората самнитска война започва през 327 пр.н.е и след като първоначално двете страни са равностойни, римляните започват да доминират през 314 г. пр.н.е. и предлагат все по неизгодни условия за примирие. Войната приключва след победата на римляните в битката при Бовианум. През следващата година, Рим анексира повечето от територията на самнитите и започва да установява колонии. През 298 г.пр.н.е., самнитите вдигат въстание и побеждават една от римските армии. След този успех те създават коалиция с няколко от бившите врагове на Рим.
В битката при Популония през 282 г. пр.н.е, Рим окончателно побеждава последните етруски в региона.

### Пирова война
В края на 3 век пр.н.е, Рим вече е основната сила в Италия, но все още не се е сблъсквал с доминантните военни сили в Средиземноморието: Картаген и гръцките царства. През 282 г. пр.н.е. няколко римски военни кораба влизат в залива на Таранто, нарушавайки споразумението между републиката и гръцкия град, забраняващо римските военни кораби в залива. В отговор няколко от корабите са потопени от местните демократи, които се страхуват, че Рим може да подкрепи местната олигархия както при други гръцки градове. Римският конвой, изпратен да разследва случилото се, е обиден от гърците и скоро е обявена война. Изправени пред безнадеждна ситуация, тарантините искат военна помощ от Пир, кралят на Античен Епир. Братовчед на Александър Велики, той се опитва да построи империя в западното Средиземноморие и вижда Таранто като перфектната възможност за това.
Заедно с 25 хиляди войници и 20 бойни слона, Пир пристига в Италия през 280 пр.н.е. Римският консул, изпратен на среща с него, отхвърля предложението на Пир и разчита на по-многобройната римска армия за да се справи с нашествието. Въпреки това римляните губят в битката при Хераклея, след като конете от кавалерията са изплашени от бойните слонове на Пир, който на свой ред губи голяма част от армията си. След битката Пир се отправя към Рим, но не успява да превземе нито един град по пътя си натам. Изправен пред възможността да бъде обграден от две римски армии, той се оттегля обратно в Таранто. След като римляните отхвърлят оферта за примирие, двете страни се срещат отново в битката при Аскулум. В първите два дни, нито една от страните не надделява. След като Пир лично се впуска в боя, битката е спечелена с цената на големи поражения. Следваща битка между Пир и римската армия е при Беневентум. Този път римляните печелят, пленявайки осем от противниковите слонове. След битката, Пир напуска Италия и по-късно след смъртта му в битката при Аргос срещу Антигон II Гонат, Таранто се предава. След тази победа, Рим вече владее целия италиански полуостров и си създава международна военна репутация.

## Държавно устройство
Държавното устройство на Римската република се установява постепенно, като започва с революцията с отхвърлянето на монархията през 509 г. пр. Хр. и завършва с устройствени реформи, които превръщат републиката в Римска империя през 27 г. пр. Хр. Римската конституция представлява постоянно развиващ се набор от неписани правила и принципи, предавани на следващите поколения основно с прецеденти, от които управляващите се ръководят. По време на съществуването на републиката промените в устройството са подвластни на конфликта на интересите на аристокрацията и обикновените хора.
Най-висш държавен орган е народното събрание – комиция. Това е и най-висшата съдебна инстанция. В него се избират магистратите и се приемат законите. Друг важен орган бил сенатът. Преди народното събрание да разгледа даден законопроект, той се одобрявал от сената. Вече след като бил приет от народното събрание, ставал закон само след повторно одобрение от сената. Избраните от народното събрание магистрати се отчитали пред сената.
Изпълнителната власт в Римската република е в ръцете на магистратите, които се избират. Нямало постоянен чиновнически апарат. Всички магистратури са колегиални (от поне 2 длъжностни лица). Консулите и преторите са по двама, квесторите и едилите – по 4, а народните трибуни – 10. Консулите, преторите, квесторите и едилите встъпват в длъжност от 1 март и се избират за една година. Народните трибуни се избират от декември до декември.

### Сенат
Авторитетът на Сената като висш държавен орган произтича от авторитета и престижа на сенаторите, основани на свой ред на традициите и прецедента, както и на личната им репутация.
В републиканската епоха, в хода на съсловните борби на плебеите и патрициите (V – III в. пр. Хр.), властта на Сената е донякъде ограничена в полза на Комициите (Народните събрания). През III – I в. пр. Хр. Сенатът предварително разглежда законопроектите, предлагани за гласуване в Комициите. На него принадлежи висшето ръководство на военните дела, външната политика, финансите и държавното имущество, надзорът над религиозните култове, правото да се обяви извънредно положение и др. Сенатът утвърждава законите и резултатите от изборите, контролира дейността на магистратите.
Сенатът приема постановления – сенатус консултум (s. c., senatus consulta), които макар че формално са само „съвети“ към магистратите, на практика имат силата на закон. Обикновено в центъра на разискванията на Сената е външната политика, макар че технически той не взема участие в управлението на военните конфликти. За сметка на това влияе върху тях чрез ролята си в определянето на държавния бюджет. С времето правомощията на Сената нарастват, докато тези на Комициите намаляват и се засилва ролята му в законодателството.

### Народни събрания
Притежанието на статут на римски гражданин е важно изискване за важни юридически права като правото на съдебен процес и на обжалване, правото на женитба, правото на глас, да се заема служба, да се сключват договори и да се ползват данъчни облекчения. Пълнолетните граждани от мъжки пол с пълни граждански и политически права се наричат „optimo jure“ Те избират свои народни събрания, а събранията на свой ред избират магистрати, грижат се за прилагането на законите, провеждат важните съдебни процеси, обявяват война или мир и приемат или отхвърлят международни договори. Съществуват два типа народни събрания: Комициите са на всички optimo jure граждани. Вторият тип са concilia („съвети“), които са събрания на специални групи optimo jure граждани. Комициите първоначално са организирани по родов принцип, по-късно според имуществен ценз, а накрая – според обитаваната територия. Комициите приемат първоначално законите (leges), някои от които са утвърждавани от Сената, избират по-низшите по ранг магистрати и действат като местни органи на властта. Притежават и правораздавателни функции по особено тежки престъпления, за които се предвижда смъртно наказание.
Гражданите са организирани в центурии или триби, всяка от които има свое собствено събрание. Центуриатната комиция (Comitia Centuriata) е тази на центурията от войници и е оглавявана обикновено от консул. При приемането на решение центуриите гласуват една по една докато се събере мнозинство от центурии. Избраните от центурията магистрати имат имперска (imperium) власт (консули и претори). Центурията избира и цензори. Само Comitia Centuriata може да обявява война и да ратифицира резултатите от преброяване. Тя играе ролята и на апелативен съд за най-сериозните дела.
Събранието на трибите (римските граждани), Comitia Tributa, се председателства само от консул и е съставено от представители на 35 триби. Това не са етнически или родствени групи, а по-скоро географски подразделения. Редът на гласуване за всяка от 35-те триби се определя по случаен жребий. Гласуването на дадено решение приключва веднага, щом се постигне мнозинство. Макар че не приема много закони, Comitia Tributa избира квестори, курулни едили и военни трибуни. Плебейският съвет е идентичен със събранието на трибите, но изключва патрициите. Събранието избира свои офицери, плебейски трибуни и плебейски едили. Обикновено събранието се председателства от плебейски трибун. Това събрание също приема закони и играе ролята на апелативен съд.

### Магистратура
Магистратите (magistratus) са разделени на рангове според ролята, която изпълняват: цензори, консули (функциониращи като държавен глава), претори, едили, квестори. Всеки магистрат може да наложи вето върху действията на магистрат с равен или по-нисък ранг. Плебейските трибуни и плебейските едили технически не са магистрати, тъй като се избират от плебеите, но редовен магистрат не може да приложи вето срещу техни действия. Във времена на извънредни ситуации (най-често военни) за кратък период (шест месеца) се назначава извънреден магистрат, диктатор. Редовното правителство се разпуска и диктаторът поема абсолютната власт в държавата. Той има абсолютна власт по време на периода и не подлежи на контрол от никоя институция или магистрат. С изтичането на срока редовното правителство се възстановява.
Всеки редовен магистрат в републиката притежава определени пълномощия. Всеки отговаря за една провинция, определена му от Сената. Това може да е географска област или определена задача или тематика. Империум е властта на диктаторите, консулите и преторите. Стриктно погледнато, това е властта да се командват военни сили. На практика обаче тази власт обхваща много по-широки пълномощия, простиращи се към дипломацията и правосъдната система. В изключителни случаи хората, облечени с такава власт, могат да осъждат на смърт римските граждани. Всички магистрати притежават и власт, наречена coercitio (принуда). Тя се използва от магистратите за поддържане на реда като налагат наказания за престъпления. Магистратите имат право и задължение да търсят поличби, като това може да бъде използвано срещу политическите им опоненти.
Надзор над магистратурата се осъществява чрез принципа на колегиалност Collega. Всяка магистратска служба се държи едновременно от поне двама души. Друга форма на контрол е т.нар. provocatio, ранна форма на правни гаранции (на английски: due process), която предшества хабеас корпус. Ако някой магистрат се опита да използва държавната власт срещу гражданин, последният може да обжалва решението му пред трибуна. Освен това, щом едногодишният срок на службата изтече, магистратът следва да изчака 10 години, преди да заеме същата служба (Cursus honorum). това създава проблеми на някои консули и претори и тези магистрати понякога пробягват до продължаване на техния империум. Всъщност те могат да запазят правомощията на службата (като промагистрат), без официално да я заемат.
Консулите на Римската република са най-високопоставените редовни магистрати. Срокът на службата е една година. Те запазват някои елементи от предходните царски регалии като тога (toga praetexta) и фасции, които олицетворяват правото да налагат физически наказания. Друго консулско право е предишното царско „право да заповядва“ (империум) и да назначава нови сенатори. Консулите притежават висшата власт както в гражданските, така и във военните въпроси. Докато се намират в Рим, те са начело на правителството и председателстват Сената и народните събрания. Когато са в чужбина, всеки консул командва армия. Властта на консула в чужбина е почти абсолютна. Преторите са натоварени с гражданското правораздаване и командват провинциалните армии. На всеки пет години се избират двама цензори за 18-месечен срок, в който трябва да проведат преброяване на населението. По време на преброяването могат да привличат граждани в Сената или да ги отпращат. Едилите са официални лица, избрани да ръководят вътрешните работи в Рим, например управлението на публични игри и представления. Квесторите обикновено са в помощ на консулите в Рим и на губернаторите в провинциите. Техните задължения често са свързани с финанси.
Трибуните представляват плебеите и се считат за неприкосновени. Това се осигурява от даването на клетва от страна на плебеите да убият всеки, който нападне трибун по време на службата му. Всяко увреждане на трибун, неизпълнение на неговото вето или незачитането му по друг начин се счита за подлежащо на смъртно наказание.

## Военно дело
По време на Римската република военните служат на Сената и народа на Рим (на латински: Senatus Populusque Romanus, SPQR). Декретите на Сената, който заседава в сграда на Римския форум, се предават за изпълнение на консулите, главните държавни служители. Те отговарят за сформирането, според необходимото, на военни сили за изпълнението на декретите. Набирането на войници се изпълнява на принципа на съсловията и възрастта. Офицерите на легионите имат за задача да подбират редниците. Волята на SPQR е задължителна за изпълнение от консулите и гражданите, като често за неподчинение се налага смъртно наказание.

## Социална структура
Семействата на римските граждани се оглавяват от най-възрастния мъж, pater familias, който по закон има пълната власт (patria potestas) над семейното имущество и над всички останали членове. Предполага се, че Луций Юний Брут, съосновател на Републиката, е упражнил крайната форма на тази власт, когато екзекутира собствените си синове Тит и Тиберий за предателство. Притежаването на римско гражданство осигурява юридическа защита и редица права, но онези, които нарушат моралния кодекс Mos maiorum могат да получат infamia и да загубят някои социални и законови привилегии. Гражданите подлежат на облагане с данъци, а неразплатените дългове подлежат на наказание, дори и смъртно. Съществува форма на ограничено, теоретично доброволно робство (нексум) която позволява на богатите кредитори при неизпълнение да пристъпят към принудително изпълнение върху личността на длъжника, без да е нужно предявяване на иск. Бедните безимотни граждани от най-ниските класи (proletarii) могат да предложат синовете си като нексум на кредитор или работодател. Като форма на формален договор нексум е изоставен, когато се появява достатъчен приток на роби, най-вече при Пуническите войни.
Робите са едновременно членове на семейството и негова собственост. Те подлежат на покупко-продажба, могат да са придобити като военна плячка или да са родени и отгледани в домакинството на господаря си. Те могат да откупят свободата си със спестявания или срещу предлагане на бъдещи услуги след освобождаването им, а синовете им имат право да кандидатстват за гражданство; такава голяма степен на социална мобилност е необичайна за античния свят. Господарят и освободеният роб запазват известни юридически и морални задължения един към друг. Това е основата на един от фундаменталните социални и икономически институти на Древен Рим, патронаж в най-долните социални слоеве. По-високите нива се заемат от сенаторските фамилии на земевладелската аристокрация, както патриции, така и плебеи. Един плебисцит от 218 г. забранява на сенаторите и техните синове да се занимават със значителна търговия или лихварство. Появява се богатата класа на конниците, които не са подложени на същите ограничения като сенаторите.
Римските граждани – мъже и жени – се очаквало да сключат брак, да родят колкото се може повече деца и да увеличат или поне да запазят семейното богатство и публичен престиж. Бракът в Древен Рим предлага възможности за политически съюзи и социален просперитет, счита се за свещено тайнство и опора на държавата. Болшинството бракове в богатите семейства се сключват по сметка: за продължаване на рода, за обединение на богатства, за укрепване на политически съюзи. Патрициите се женят под формата на confarreatio, според който абсолютният контрол на бащата на булката върху нея се предава на съпруга ѝ. Патрицианският статут се предава само по рождение; в ранните закони се забраняват бракове между патриции и плебеи, но те са отменени през 445 г. Сред бедното население също преобладава бракът по сметка, но не са изключени и бракове по любов. Сред плебеите бракът има различни форми и жените имат повече свободи, отколкото при патрициите, като от един момент нататък се възприема т.нар. свободен брак, при който контролът над съпругата продължава да упражнява баща ѝ, а не съпругът.

## Търговия и икономика
Икономиката на републиката е базирана на земеделието. Основната част от фермерите обработват малки площи, а богатите земевладелци наемат много селяни и използват роби. Основните посеви са типичните за Средиземноморието: пшеница, грозде и маслини. Основният износ е на зехтин и вино. Фермерите можели да дарят остатъка от реколтата си в замяна на данъчни опрощения. Тази система позволява на управляващите да добият популярност сред населението, чрез безплатни дажби на зърно. Излишната реколта помага и за изхранването на легионите без да добавя излишна тежест върху хазната.
Нуждата от сигурни доставки на зърно е един от важните фактори при експанзията и завоюването на чужди територии. Сред най-плодородните провинции са Египет, Сицилия и Тунис в северна Африка. Тези провинции са от ключова важност при обработването и доставките на зърно до Рим.
Занаятите също имат важна роля. В градовете има работилници и малки магазини, където майсторите продават своите изделия.
Докато производството и транспорта на храна доминират търговската индустрия се развива и голяма търговска мрежа за стоки от всички краища на Европа, Азия и Африка.
Просперитетът на империята и нейните граждани създава нужда от луксозни стоки и екзотичен внос. Китайска коприна, памук и подправки от Индия, слонова кост и диви животни от Африка, голямо количество метали от Испания и Британия, кехлибар от Германия и роби от всички краища на света пристигат в Рим.
Производството на нехранителни стоки е сравнително незначително в сравнение със земеделието. Най-голямата индустрия в Древен Рим е минното дело, което осигурява материал за огромните строителни проекти, а също и метали за производството на инструменти и оръжия. Гърция и северна Италия са основните центрове за добив на мрамор, докато големи количества сребро и злато са добивани в Испания. Британия е центърът за добив на желязо, олово и калай.